# David Kočí
David Kočí (* 12. Mai 1981 in Prag, Tschechoslowakei) ist ein ehemaliger tschechischer Eishockeyspieler und derzeitiger -trainer, der im Verlauf seiner aktiven Karriere zwischen 1998 und 2014 unter anderem 142 Spiele für die Chicago Blackhawks, St. Louis Blues, Tampa Bay Lightning und Colorado Avalanche in der National Hockey League (NHL) auf der Position des linken Flügelstürmers bestritten hat.

## Karriere
Kočí begann seine Karriere beim HC Hvězda Prag und wechselte als 16-Jähriger in die Nachwuchsabteilung des HC Sparta Prag. Er wurde beim NHL Entry Draft 2000 von den Pittsburgh Penguins in der fünften Runde an insgesamt 146. Position ausgewählt. Zunächst wechselte er jedoch für eine Spielzeit zu den Prince George Cougars, die ihn beim CHL Import Draft desselben Jahres in der ersten Runde als insgesamt 39. Spieler gezogen hatten, in die Western Hockey League. Die folgenden fünf Jahre verbrachte er bei den Wheeling Nailers in der ECHL und den Wilkes-Barre/Scranton Penguins in der American Hockey League, den jeweiligen Farmteams der Penguins. Für die Pens bestritt er kein einziges Spiel in der National Hockey League. Vor der Saison 2006/07 unterschrieb er einen Vertrag bei den Chicago Blackhawks. Nachdem er zunächst eine Weile bei deren Farmteam, den Norfolk Admirals in der AHL gespielt hatte, bestritt er sein erstes NHL-Spiel am 10. März 2007 gegen die Phoenix Coyotes. Bei seinem Debüt war er in drei Schlägereien verwickelt und er erhielt insgesamt 42 Strafminuten. Am Ende der Saison standen neun Spiele für die Blackhawks auf seinem Konto, in denen er keine Punkte erzielen aber 88 Strafminuten erhalten konnte.
In der darauffolgenden Saison war er in einen Kampf mit Zdeno Chára von den Boston Bruins verwickelt. Kočí hatte sich schon kurz vorher die Nase gebrochen und nach dem Kampf mit Chára musste er zwei Wochen verletzungsbedingt aussetzen. Am 1. Juli 2008 unterzeichnete der stämmige Tscheche einen Ein-Jahres-Vertrag bei den Tampa Bay Lightning. Nach nur einem Spiel für die Lightning wurde er auf den Waiver gesetzt und von den St. Louis Blues verpflichtet. Für die Blues bestritt er vier Spiele und wurde abermals auf den Waiver gesetzt, nur um wieder von den Tampa Bay Lightning verpflichtet zu werden. Am 26. März 2009 erzielte er gegen die Canadiens de Montréal sein erstes Tor in der NHL. Der Puck wurde eigentlich von einem Spieler der Canadiens ins Tor gestochert, doch auf Grund der besonderen Regelung im Eishockey wurde das Tor ihm zugeschrieben. Am 1. Juli 2009 unterschrieb David Kočí einen neuen Ein-Jahres-Vertrag bei der Colorado Avalanche, der vor Beginn der Saison 2010/11 um ein weiteres Jahr verlängert wurde.
Im September 2011 nahm er am Trainingslager der Winnipeg Jets teil, erhielt aber keinen Vertrag. Im Oktober 2011 wurde er von seinem Heimatverein Sparta Prag für eine Saison verpflichtet. Am 21. Mai 2012 wurde sein Vertrag beim HC Sparta Prag um ein weiteres Jahr verlängert. Nachdem er 2014 seine Karriere beendet hatte, stieg er in das Trainergeschäft ein. Zunächst war er für Sparta Prag tätig. Nach zwei Jahren bei den Piráti Chomutov war er von 2019 bis 2021 bei Mountfield HK angestellt. Seit 2022 ist er Trainerassistent beim HC Litvínov.

## Karrierestatistik
(Legende zur Spielerstatistik: Sp oder GP = absolvierte Spiele; T oder G = erzielte Tore; V oder A = erzielte Assists; Pkt oder Pts = erzielte Scorerpunkte; SM oder PIM = erhaltene Strafminuten; +/− = Plus/Minus-Bilanz; PP = erzielte Überzahltore; SH = erzielte Unterzahltore; GW = erzielte Siegtore; 1 Play-downs/Relegation; Kursiv: Statistik nicht vollständig)